# Charles Lefèbvre

Charles Lefèbvre (4. von links) im Kreise anderer Musiker, November 1903

Charles Lefèbvre (* 10. Juni 1843 in Paris; † 8. September 1917 in Aix-les-Bains) war ein französischer Komponist.
Lefébvre studierte am Conservatoire de Paris bei Ambroise Thomas. 1870 gewann er mit der Kantate Le Jugement de Dieu den Ersten Second Grand Prix de Rome. Seit 1895 leitete er als Professor am Conservatoire eine Klasse für instrumentales Ensemblespiel.
Lefébvre komponierte mehr als 100 Werke, darunter eine Sinfonie, Orchester- und Bläsersuiten, Orgel-, Klavier- und kammermusikalische Werke, Opern und Ballette.

## Werke
- Le Trésor, Komische Oper (Libretto: François Coppée), UA 1883
- Zaïre, Oper in vier Akten (nach Voltaire), UA 1887
- Djelma, Oper in drei Akten (Libretto: Charles Lomon), UA 1894